# Saison 1 de Sally Bollywood
Chronologie
Saison 2
Cet article présente le guide des épisodes de la première saison de la série télévisée Sally Bollywood.
En France, elle est diffusée du 26 octobre 2009 au 14 janvier 2010 sur France 3 dans l'émission Toowam, puis dans l'émission Ludo.

## Épisode 1:Mic Mac chez les blattes
- France : 26 octobre 2009 sur France 3

## Épisode 2:Piège sur internet
- France : 26 octobre 2009 sur France 3

## Épisode 3:Un talent peut en cacher un autre
- France : 27 octobre 2009 sur France 3

## Épisode 4:SOS saris
- France : 27 octobre 2009 sur France 3

## Épisode 5:Matheux en tout genre
- France : 28 octobre 2009 sur France 3

## Épisode 6:Réaction chimique
- France : 29 octobre 2009 sur France 3

## Épisode 7:Du rififi au musée
- France :

## Épisode 8:Une pluie d'ennuis
- France :

## Épisode 9:Touche pas à mon fétiche
- France :

## Épisode 10:Monsieur Big
- France :

## Épisode 11:Travaux forcés pour Georges
- France :

## Épisode 12:Bons Baisers de Bombay
- France :

## Épisode 13:L'affaire du chat volé
- France :

## Épisode 14:Cousin Bouleh
- France :

## Épisode 15:La malédiction du mètre carré
- France :

## Épisode 16:Opération Intellos
- France :

## Épisode 17:Bus Stop
- France :

## Épisode 18:Le journal secret de Liz
- France :

## Épisode 19:L'Ours Blanc
- France :

## Épisode 20:Les Guardians
- France :

## Épisode 21:SBI agence de rencontre
- France :

## Épisode 22:Les flashes de la course
- France :

## Épisode 23:Le curry qui tue
- France :

## Épisode 24:Mystères en série
- France :

## Épisode 25:Affaire classée
- France :

## Épisode 26:Ça c'est du Rock'n roll
- France :

## Épisode 27:Les murs de Cosmopolis
- France :

## Épisode 28:Piment à retardement
- France :

## Épisode 29:L'attaque du poussin géant
- France :

## Épisode 30:L'art pour l'art
- France :

## Épisode 31:Le SBI voit double
- France :

## Épisode 32:Bling Bling
- France :